# DRYOS
DRYOS — операционная система реального времени, разработанная Canon и используемая в последних цифровых фото- и видеокамерах компании, а также некоторых принтерах (напр. LBP6670) и медицинском оборудовании (например в рентгеновских сенсорах).
С конца 2007 года фотокамеры на базе процессоров DIGIC поставляются с использованием DryOS. Она заменила VxWorks от Wind River Systems, которая до этого использовалась на Digic2 (DIGIC II) и некоторых Digic3 (DIGIC III) фотокамерах. DryOS существовала и до этого и использовалась в других аппаратах Canon, таких как цифровые видеокамеры и высококачественные веб-камеры. 
DRYOS имеет в своей основе 16 килобайтное ядро и на данный момент совместима с более чем 10 типами процессоров. Она предоставляет эмулирующую среду разработки для отладки. Canon также разработал USB- и middleware-совместимые драйверы устройств для файловых систем и сетевых устройств, таких как видеосервер.
DRYOS стремится быть совместимым с µITRON 4.0 и с POSIX.

## Применение
DRYOS встроена в следующие цифровые фото-камеры:
- Canon PowerShot SX1 IS
- Canon PowerShot SX10 IS
- Canon PowerShot SX20 IS
- Canon PowerShot SX30 IS
- Canon PowerShot SX40 HS
- Canon PowerShot SX50 HS
- Canon PowerShot S5 IS
- Canon PowerShot S90
- Canon PowerShot S95
- Canon PowerShot G9
- Canon PowerShot G10
- Canon PowerShot G11
- Canon PowerShot G12
- Canon PowerShot A470
- Canon PowerShot A480
- Canon PowerShot A580
- Canon PowerShot A590 IS
- Canon PowerShot A650 IS
- Canon PowerShot A720 IS
- Canon PowerShot A810
- Canon PowerShot A1100 IS
- Canon Powershot A3000 IS
- Canon Powershot A3100 IS
- Canon PowerShot SD1100 IS
- Canon PowerShot SX100 IS
- Canon PowerShot SX110 IS
- Canon PowerShot SX120 IS
- Canon PowerShot SX130 IS
- Canon PowerShot SX200 IS
- Canon PowerShot SX230 IS
- Canon PowerShot SX230 HS
- Canon PowerShot SD780 IS
- Canon PowerShot SD880 IS
- Canon PowerShot SD990 IS (IXUS 980 IS)
- Canon Powershot ELPH100 HS (IXUS 115 HS)
- Canon EOS 5D Mark II
- Canon EOS 5D Mark III
- Canon EOS 6D
- Canon EOS 50D
- Canon EOS 500D
- Canon EOS 550D
- Canon EOS 600D
- Canon EOS 1100D
- Canon EOS 650D
- Canon EOS 7D
- Canon EOS 60D